# 2016-os Formula–E Párizs nagydíj
A 2016-os Párizs nagydíjat április 23-án rendezték. A pole-pozíciót Sam Bird szerezte meg, a futamot pedig Lucas di Grassi nyerte meg. A versenyt az Invalidusok háza körül kialakított pályán rendezték meg.

## Időmérő
| Poz. | #  | Versenyző              | Csapat           | Idő      | Superpole |
| ---- | -- | ---------------------- | ---------------- | -------- | --------- |
| 1    | 2  | Sam Bird               | DS Virgin Racing | 1:01,514 | 1:01,616  |
| 2    | 11 | Lucas di Grassi        | Audi Sport Abt   | 1:02,249 | 1:01,932  |
| 3    | 25 | Jean-Éric Vergne       | DS Virgin Racing | 1:01,770 | 1:01,993  |
| 4    | 4  | Stéphane Sarrazin      | Venturi          | 1:02,148 | 1:02,550  |
| 5    | 8  | Nicolas Prost          | e.dams Renault   | 1:02,339 | 1:02,709  |
| 6    | 27 | Robin Frijns           | Amlin Andretti   | 1:02,405 |           |
| 7    | 88 | Oliver Turvey          | NEXTEV TCR       | 1:02,492 |           |
| 8    | 9  | Sébastien Buemi        | e.dams Renault   | 1:02,661 |           |
| 9    | 1  | Nelson Piquet, Jr.     | NEXTEV TCR       | 1:02,685 |           |
| 10   | 55 | António Félix da Costa | Team Aguri       | 1:02,747 |           |
| 11   | 7  | Jérôme d’Ambrosio      | Dragon Racing    | 1:02,797 |           |
| 12   | 28 | Simona de Silvestro    | Amlin Andretti   | 1:02,888 |           |
| 13   | 21 | Bruno Senna            | Mahindra Racing  | 1:02,915 |           |
| 14   | 66 | Daniel Abt             | Audi Sport Abt   | 1:03,081 |           |
| 15   | 77 | Ma Csing-hua           | Team Aguri       | 1:03,655 |           |
| 16   | 6  | Loïc Duval             | Dragon Racing    | 1:03,787 |           |
| 17   | 12 | Mike Conway            | Venturi          | 1:04,793 |           |
| 18   | 23 | Nick Heidfeld          | Mahindra Racing  | 1:11,853 |           |

## Futam

### Fanboost
Az alábbi versenyzők használhatták a Fanboost-ot.
|    | #  | Versenyző        | Csapat           |
| -- | -- | ---------------- | ---------------- |
| 1. | 6  | Loïc Duval       | Dragon Racing    |
| 2. | 9  | Sébastien Buemi  | e.dams Renault   |
| 3. | 25 | Jean-Éric Vergne | DS Virgin Racing |

### Futam
| Helyezés | Rajtszám | Versenyző              | Csapat           | Kör | Idő/Kiesés oka | Rajthely | Pont |
| -------- | -------- | ---------------------- | ---------------- | --- | -------------- | -------- | ---- |
| 1        | 11       | Lucas di Grassi        | Audi Sport Abt   | 45  | 52:40,324      | 2        | 25   |
| 2        | 25       | Jean-Éric Vergne       | DS Virgin Racing | 45  | +0,853         | 3        | 18   |
| 3        | 9        | Sébastien Buemi        | e.dams Renault   | 45  | +1,616         | 8        | 15   |
| 4        | 8        | Nicolas Prost          | e.dams Renault   | 45  | +2,142         | 5        | 12   |
| 5        | 4        | Stéphane Sarrazin      | Venturi          | 45  | +3,044         | 4        | 10   |
| 6        | 2        | Sam Bird               | DS Virgin Racing | 45  | +3,856         | 1        | 11*  |
| 7        | 27       | Robin Frijns           | Amlin Andretti   | 45  | +5,141         | 6        | 6    |
| 8        | 55       | António Félix da Costa | Team Aguri       | 45  | +7,000         | 10       | 4    |
| 9        | 21       | Bruno Senna            | Mahindra Racing  | 45  | +8,433         | 13       | 2    |
| 10       | 66       | Daniel Abt             | Audi Sport Abt   | 45  | +9,479         | 14       | 1    |
| 11       | 7        | Jérôme d’Ambrosio      | Dragon Racing    | 45  | +10,738        | 11       |      |
| 12       | 23       | Nick Heidfeld          | Mahindra Racing  | 45  | +12,453        | 18       | 2*   |
| 13       | 88       | Oliver Turvey          | NEXTEV TCR       | 45  | +13,721        | 7        |      |
| 14       | 12       | Mike Conway            | Venturi          | 45  | +14,833        | 17       |      |
| 15       | 28       | Simona de Silvestro    | Amlin Andretti   | 45  | +16,049        | 12       |      |
| 16       | 1        | Nelson Piquet, Jr.     | NEXTEV TCR       | 39  | Kiállt         | 9        |      |
| Ki       | 77       | Ma Csing-hua           | Team Aguri       | 38  | Baleset        | 15       |      |
| Ki       | 6        | Loïc Duval             | Dragon Racing    | 4   | Erőforrás      | 16       |      |

Jegyzetek:
- 3 pont a Pole-pozícióért.
- 2 pont a futamon futott leggyorsabb körért.

## A világbajnokság élmezőnyének állása a verseny után
(Teljes táblázat)
| H  | Versenyzők        | Pont | H  | Konstruktőrök    | Pont |
| -- | ----------------- | ---- | -- | ---------------- | ---- |
| 1. | Lucas di Grassi   | 125  | 1. | e.dams Renault   | 165  |
| 2. | Sébastien Buemi   | 115  | 2. | Audi Sport Abt   | 158  |
| 3. | Sam Bird          | 82   | 3. | Dragon Racing    | 112  |
| 4. | Jérôme d’Ambrosio | 64   | 4. | DS Virgin Racing | 106  |
| 5. | Stéphane Sarrazin | 58   | 5. | Mahindra Racing  | 65   |

- Jegyzet: Csak az első 5 helyezett van feltüntetve mindkét táblázatban.